# Fistulierung

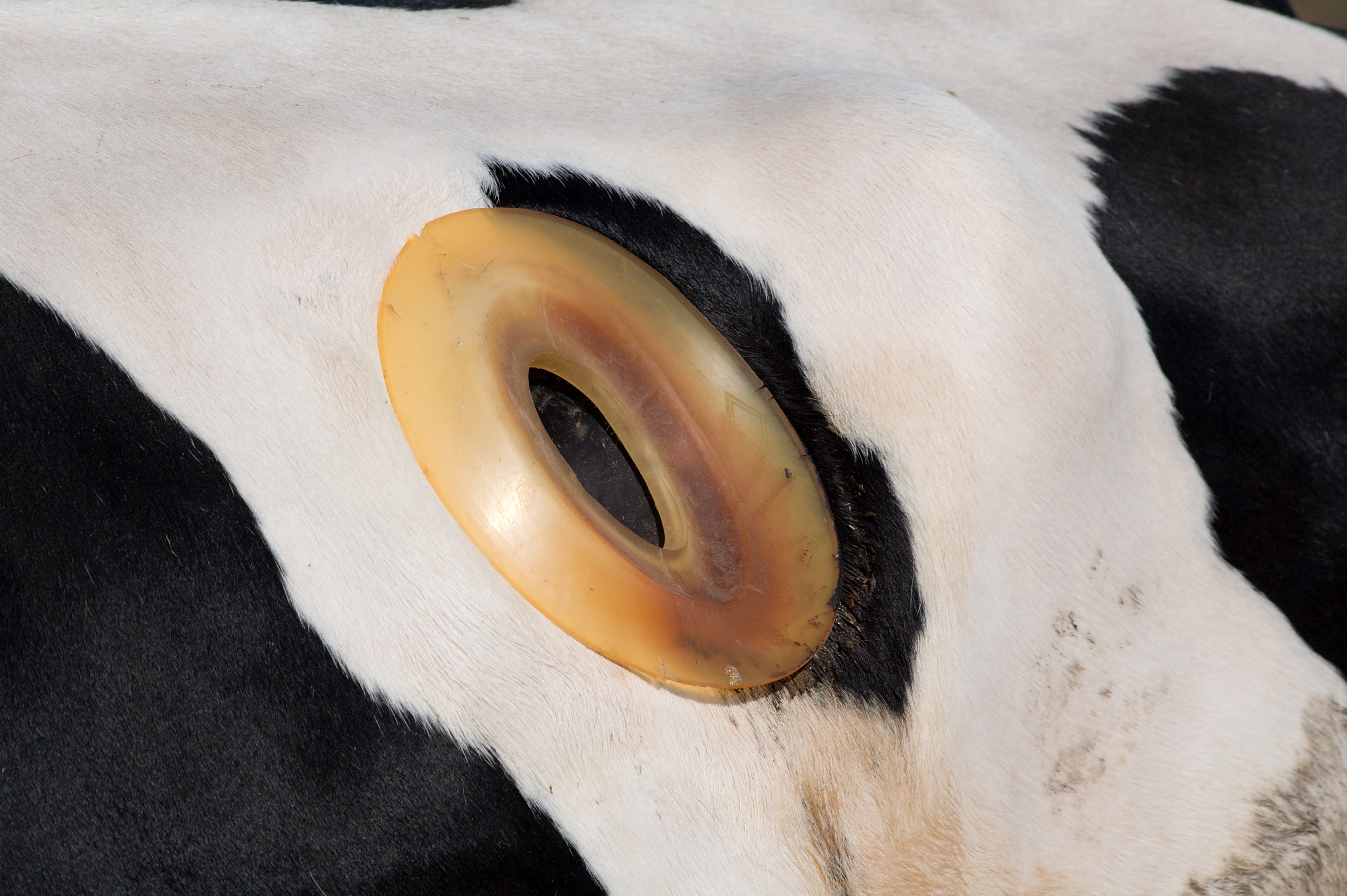
Eine fistulierte Kuh

Bei einer Fistulierung erhält ein Hausrind zu Forschungszwecken operativ eine verschraubbare Öffnung aus Kunststoff (Kuhfistel, Pansenfistel) als Verbindung zwischen Pansen und Außenwelt (umgangssprachlich als „Kuhdeckel“ oder „Kuh mit Loch“ bezeichnet). Diese Fistel dient dazu, in kurzen Zeitabständen immer wieder den Panseninhalt zu prüfen beziehungsweise Komponenten zu entnehmen oder einzufügen. Vor allem dienen die Untersuchungen der Erforschung von Verdauungsvorgängen.

## Entnahme von Pansensaft
Durch die Fistel lässt sich direkt Pansensaft entnehmen.
Mit dem entnommenen Pansensaft lassen sich einerseits weitere Untersuchungen im Labor durchführen. Mit dieser Methode testet die Universität Hohenheim im Hohenheimer Futterwerttest seit Mitte der 1990er Jahre Futtermittel.
Andererseits kann dieser auch zu therapeutischen Zwecken bei anderen Kühen mit Verdauungsproblemen (z. B. Indigestion) eingesetzt werden.

## In-situ-Methode
Bei der In-situ-Methode werden Nylonbeutel mit Futterproben in den Pansen gegeben. Mithilfe von Untersuchungen nach der Verdauungstätigkeit im Pansen können Angaben über die Verdaulichkeit von Futtermitteln gemacht werden. Durch die Nylonbeutel können die Mikroorganismen das Futter zersetzen, es gehen jedoch keine Futtermittel verloren. Kritisch wird dabei gesehen, dass keine Vorverdauung mit Speichel im Maul stattgefunden hat.